# Vassili Lobànov
Vassili Lobànov   (Moscou, 2 de gener de 1947), nom complet amb patronímic Vassili Pàvlovitx Lobànov, rus: Василий Павлович Лобанов, és un pianista i compositor rus.
Lobanov va estudiar piano amb Lev Naumow composició amb Serguei Balassanian al Conservatori de Moscou del 1963 al 1971. També va estudiar amb Iuri Kholópov (musicologia) i Alfred Schnittke (instrumentació).
Duo de piano (1982–85) amb Sviatoslav Richter. Trio de piano (1977–1990) amb Oleg Kagan i Natàlia Gutman. Quartet de piano amb Víktor Tretiakov, Iuri Baixmet i Natàlia Gutman. Nombroses classes magistrals de piano i música de cambra. Des de 1997 és professor de piano a la Universitat de Música de Colònia. Des del 2016 el professor Vassily Lobanov imparteix classes a l'Acadèmia de Música Kalaidos de Zuric. Viu a Alemanya des del 1991.
Ha compost òperes, concerts, música de cambra i piano. Fundador i director artístic del Festival de Música de Cambra Osnabrück (1997-2001).